# Норт-Бротер-Айленд
Норт-Бротер-Айленд (англ. North Brother Island) — острів у Нью-Йорку, в протоці Іст-Ривер між Бронксом та островом Райкерс. За 500 м південніше знаходиться острів Саут-Бротер-Айленд. Норт-Бротер-Айленд не заселений і оголошений пташиним заповідником, хоча колись тут містилася лікарня.

## Історія
Острів був незаселеним до 1885 року, поки сюди не перенесли лікарню з острова Блеквелл (сучасний острів Рузвельт). Лікарня спеціалізувалась на лікуванні та ізоляції хворих, заражених віспою, хоча згодом вона використовувалася для карантину хворих на інші заразні захворювання.
15 червня 1904 року біля узбережжя острова затонув пароплав «Генерал Слокам» через пожежу на борту, в результаті якої загинуло понад 900 осіб.
У 50-х XX століття роках на острові відкрили центр для лікування і реабілітації наркоманів. На початку 60-х років центр закрили через високий рівень корупції персоналу лікарні та рецидив пацієнтів.
Зараз острів занедбаний і закритий для відвідування, оскільки в ньому мешкала одна з найбільших у світі колоній квака (Nycticorax nycticorax). Проте цей вид з невідомих причин покинув острів у 2008 році.

## Галерея

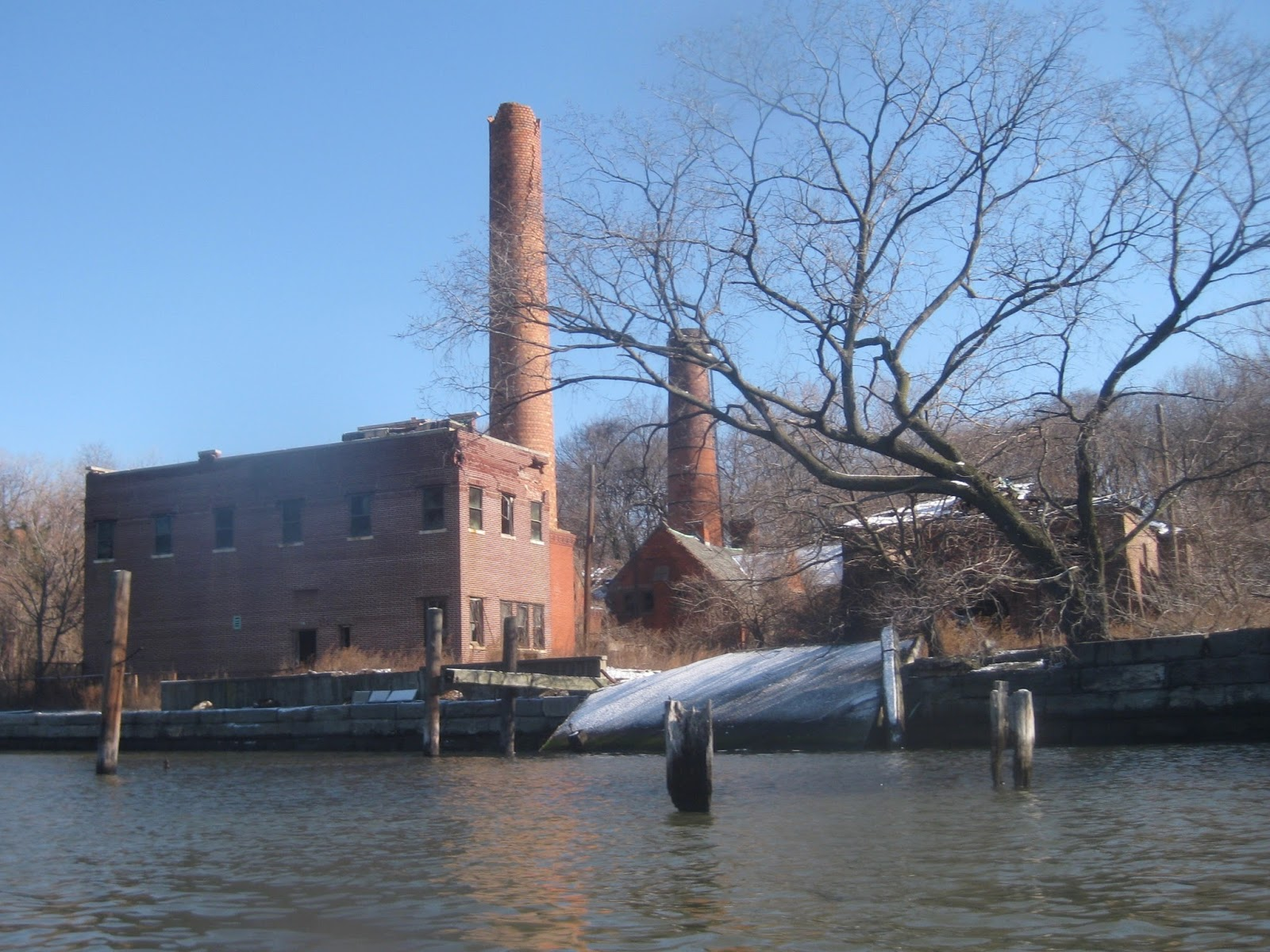
Старий завод на острові
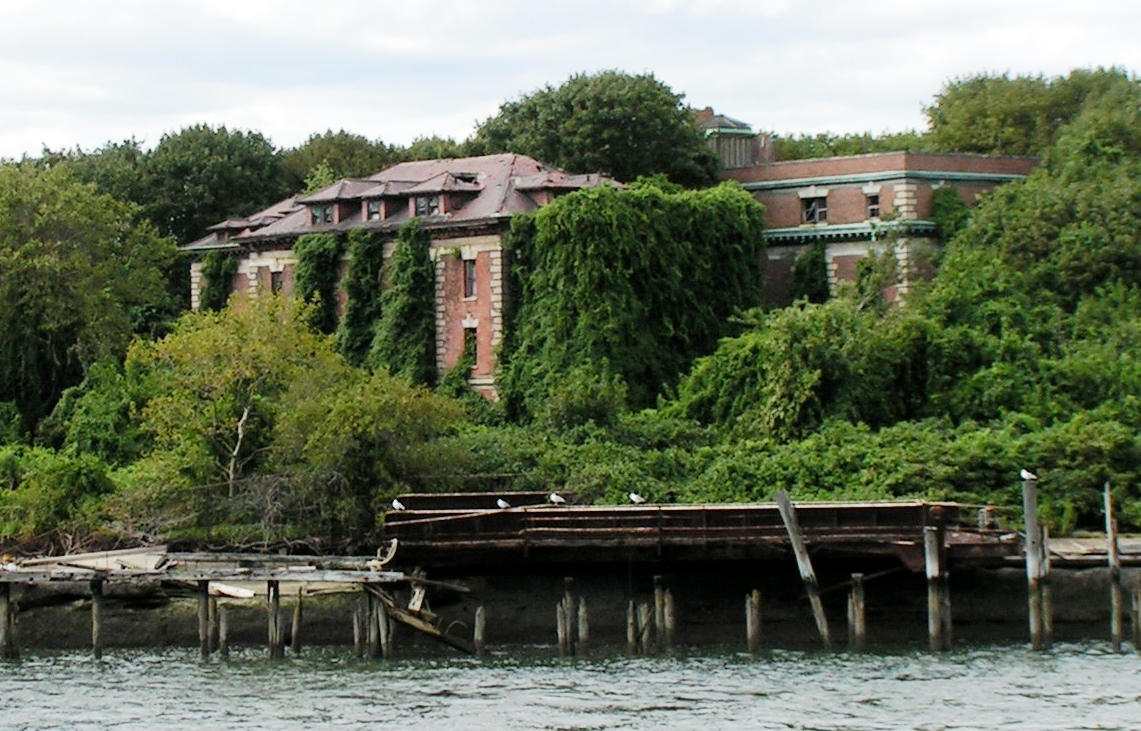
Руїни лікарні
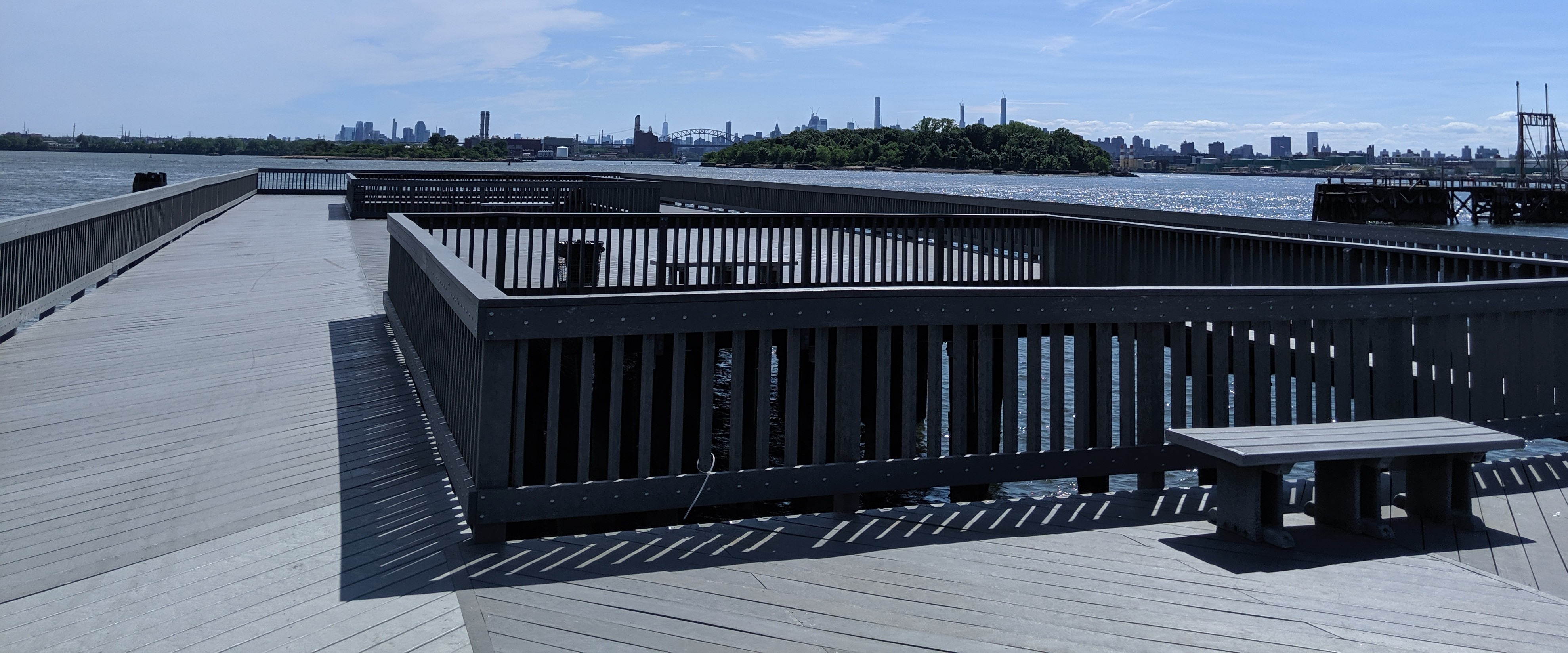
Краєвид на острів з пірсу на Тіффані-стріт